# Charles Phibbs Jones

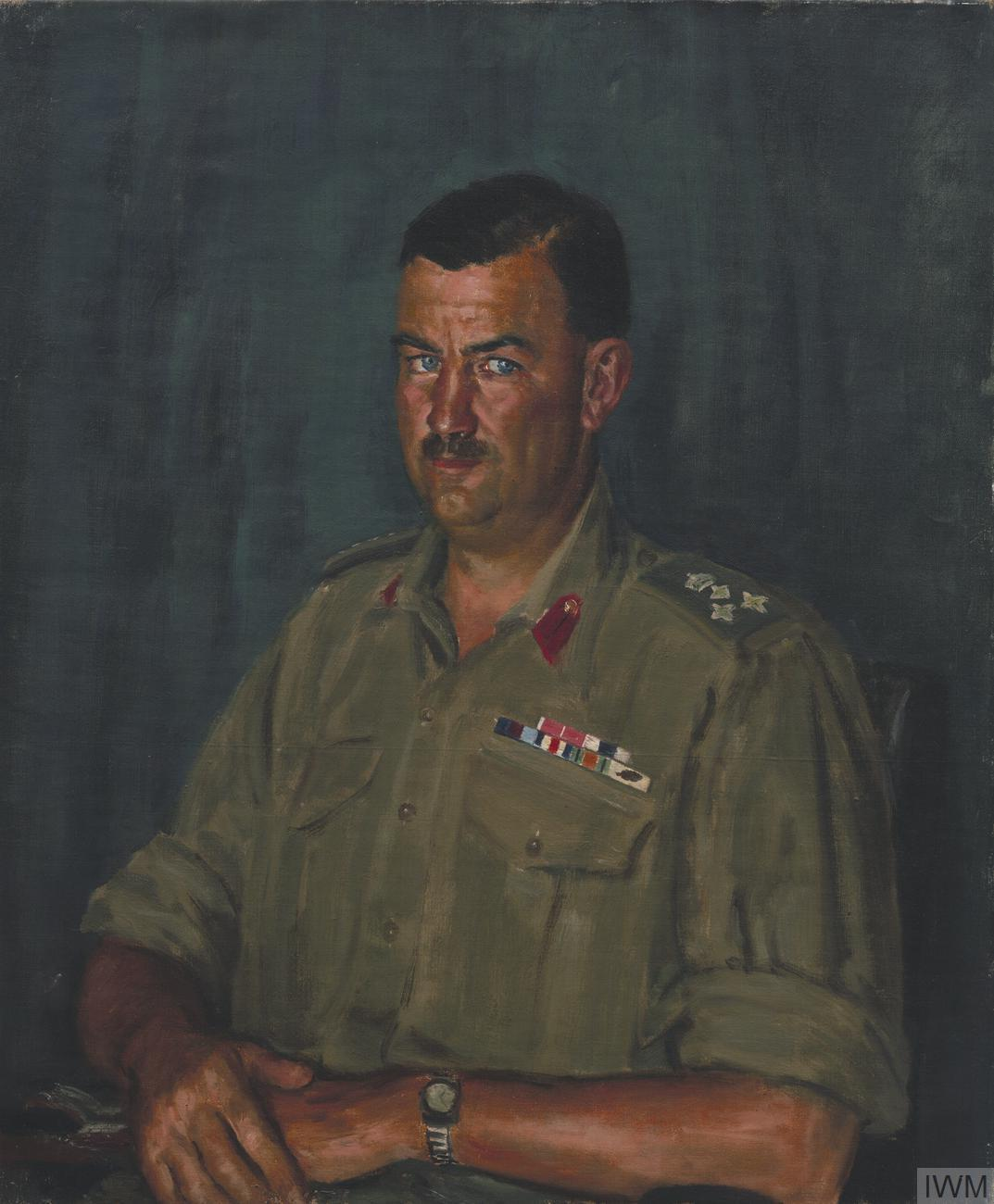
Charles Phibbs Jones

Sir Charles Phibbs „Jonah“ Jones, GCB, CBE, MC (* 29. Juni 1906 in Kenmare, County Kerry, Irland; † 4. Januar 1988 in Amesbury, Wiltshire) war ein britischer General der British Army, der zuletzt zwischen 1963 und 1966 als Master-General of the Ordnance verantwortlich für Artillerie, Ingenieurtruppen, Befestigungsanlagen, militärische Versorgung, Transport sowie Feldkrankenhäuser war. Er war zudem von 1967 bis 1972 Chief Royal Engineer und damit Chef des Royal Corps of Engineers sowie zwischen 1969 und 1975 Gouverneur des Royal Hospital Chelsea, ein Altersheim für ausgediente und kriegsinvalide Soldaten der British Army in London.

## Leben

### Ausbildung und Verwendung als Offizier sowie Zweiter Weltkrieg

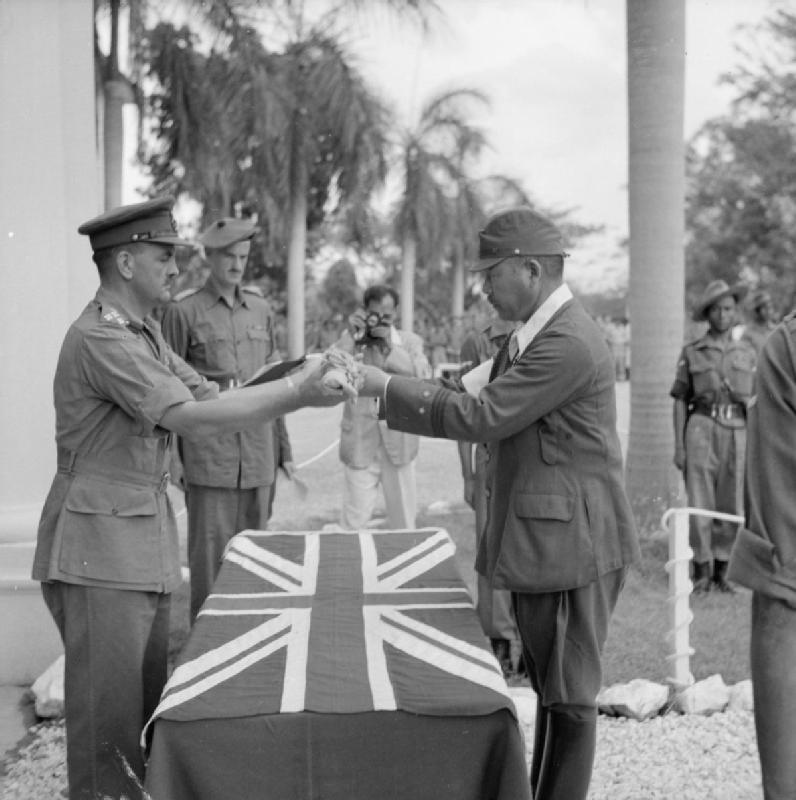
Brigadegeneral Charles Phibbs Jones bei der Übernahme der Kapitulation Japans in Kuala Lumpur durch Generalleutnant Ayabe Kitsuju (1945)

Charles Phibbs Jones, Sohn von Hume Riversdale Jones und dessen Ehefrau Elizabeth Anne Phibbs, trat 1926 als Second Lieutenant der Royal Engineers in die Britische Armee ein. Zwischen 1928 und 1934 fand er Verwendung in der Bombay Engineer Group der Britisch-Indischen Armee in der Kronkolonie Britisch-Indien. Nach seiner Rückkehr wurde er 1934 Adjutant der Ingenieurtruppe der 42nd (East Lancashire) Infantry Division.
Während des Zweiten Weltkrieges diente er 1940 als Brigade Major der 127th Infantry Brigade, die einen Teil der British Expeditionary Force bildete, in Frankreich und Belgien. Nach der Evakuierung aus Dünkirchen wurde er als Ausbilder am Staff College Camberley eingesetzt. Zwischen dem 27. Oktober 1941 und dem 18. November 1942 war er als Acting Lieutenant-Colonel Generalstabsoffizier der Heimatstreitkräfte (Home Forces) und bekleidete diese Funktion bis zum 18. November 1942. Er wurde als solcher am 27. Januar 1942 zunächst Temporary Lieutenant-Colonel und War Substantive Major, ehe er am 3. September 1942 zum Major befördert wurde. Im weiteren Kriegsverlauf war er zwischen November 1942 und Oktober 1944 Kommandeur der Ingenieurtruppen der in Nordwesteuropa eingesetzten Garde-Panzerdivision (Guards Armoured Division). In dieser Verwendung wurde er am 27. Januar 1943 abermals Temporary Lieutenant-Colonel. Er fand zwischen dem 9. Oktober 1944 und dem 22. Januar 1945 Verwendung als Generalstabsoffizier 1 sowie anschließend ab 23. Januar 1945 als Chef des Stabes (Brigadier General Staff) des ebenfalls in Nordwesteuropa eingesetzten XXX. Korps (XXX Corps). In dieser Funktion wurde er am 23. Januar 1945 Acting Colonel und Acting Brigadier.
Zum Ende des Krieges wurde Jones im Juli 1945 Chef des Stabes des Heereskommandos in British Malaya und verblieb dort bis zum 23. April 1946. Er erhielt in dieser Funktion am 23. Juli 1945 die Ränge als War Substantive Lieutenant-Colonel, Temporary Colonel sowie als Temporary Brigadier. Auf diesem Posten nahm er im September 1945 die Kapitulation Japans in Kuala Lumpur durch Generalleutnant Ayabe Kitsuju entgegen.

### Nachkriegszeit
Nach Kriegsende war Charles Phibbs Jones als Brigadier zwischen de 6. Mai 1946 und dem 1. Januar 1947 zunächst Chef des Stabes des Heereskommandos West (Brigadier General Staff, Western Command) sowie nach dem Besuch des Imperial Defence College (IDC) in London vom 7. Januar 1948 bis zum 31. Oktober 1950 Kommandeur (Commanding Officer) der in Palästina eingesetzten 2. Infanteriebrigade (2nd Infantry Brigade). Er wurde in dieser Zeit am 21. Dezember 1949 zum Oberst (Colonel) befördert und war zwischen dem 14. Dezember 1950 und dem 26. April 1951 Leiter der Planungsabteilung im Kriegsministerium (Director of Plans, War Office).
Am 1. Mai 1951 wurde Jones als Temporary Major-General Kommandierender General (General Officer Commanding) der in Deutschland im Hotel Vier Jahreszeiten in Hamburg stationierten 7. Panzerdivision (7th Armoured Division) und hatte diese Funktion bis zum 30. November 1953 inne. In dieser Verwendung wurde er am 12. November 1951 zunächst zum Brigadegeneral (Brigadier) sowie am 7. Dezember 1952 zum Generalmajor (Major-General) befördert. Nach seiner Rückkehr bekleidete er zwischen dem 8. Januar 1954 und dem 31. Dezember 1956 erst den Posten als Kommandant des Staff College Camberley sowie anschließend vom 1. März 1957 bis zum 15. August 1958 als Vize-Generaladjutant im Heeresministerium (Vice Adjutant-General, War Office), ehe er als Temporary Lieutenant-General zwischen dem 1. Januar 1959 und dem 1. Januar 1960 Direktor des Kombinierten Militärischen Planungsstabes (Director of Combined Military Planning Staff) der Central Treaty Organization (CENTO), der neben Großbritannien noch Irak, Iran, Pakistan und die Türkei angehörten. Zum 1. Januar 1960 wurde er zum Knight Commander des Order of the Bath (KCB) geschlagen und führte seither den Namenszusatz „Sir“.

### Aufstieg zum General, Ruhestand und Familie
Anschließend war Generalleutnant (Lieutenant-General) Charles Phibbs Jones vom 8. März 1960 bis zum 26. März 1962 Kommandierender General des I. Korps (I Corps). Im Juni 1962 wurde er dann als Nachfolger von Generalleutnant Michael West Oberkommandierender des Heereskommandos Nord (General Officer Commanding-in-Chief, Northern Command) und verblieb in dieser Funktion bis zum 18. April 1963, woraufhin Generalleutnant Charles Leslie Richardson seine dortige Nachfolge antrat. Zuletzt löste er am 6. Mai 1963 General Cecil Sugden als Master-General of the Ordnance ab und war in dieser Funktion bis zu seiner erneuten Ablösung durch General Charles Leslie Richardson am 12. Dezember 1966 verantwortlich für Artillerie, Ingenieurtruppen, Befestigungsanlagen, militärische Versorgung, Transport sowie Feldkrankenhäuser war. Er wurde am 5. August 1963 zum General befördert und wurde am 12. Juni 1965 zum Knight Grand Cross des Order of the Bath (GCB) erhoben. Zugleich fungierte er zwischen 1965 und dem 9. Januar 1967 auch als Aide-de-camp von Königin Elisabeth II. und trat danach am 9. Januar 1969 in den Ruhestand.
Nach seinem Ausscheiden aus dem aktiven Militärdienst war Jones von 1967 bis 1972 Chief Royal Engineer und damit Chef des Royal Corps of Engineers sowie zwischen 1969 und 1975 Gouverneur des Royal Hospital Chelsea, ein Altersheim für ausgediente und kriegsinvalide Soldaten der British Army in London. Des Weiteren war er von 1970 bis 1981 auch Präsident der Kriegsveteranen-Organisation Royal British Legion.
Aus seiner 1934 mit Ouida Margaret Wallace geschlossenen Ehe gingen zwei Söhne hervor, darunter General Charles Edward Webb Jones, der zwischen 1988 und 1991 Generalquartiermeister des Heeres (Quartermaster-General to the Forces), von 1992 bis 1995 Militärischer Vertreter im NATO-Militärausschuss sowie zwischen 1995 und 2001 das Amt des Gentleman Usher of the Black Rod war.